# 吳發祥
吳發祥，號蘿軒，南京人。明末出版家。
天啟六年（1626年），吳發祥曾刊行《萝轩变古笺谱》，為拱花木刻彩印笺谱，由颜继祖辑稿。是中国早期木版彩印的精品之作。